# Xã Rolling Green, Quận Corson, Nam Dakota
Xã Rolling Green (tiếng Anh: Rolling Green Township) là một xã thuộc quận Corson, tiểu bang Nam Dakota, Hoa Kỳ. Năm 2010, dân số của xã này là 30 người.